# 枫丹白露条约 (1807年)
枫丹白露条约是1807年10月27日西班牙国王查理四世和法国皇帝拿破仑在法国枫丹白露签署的秘密协议。根据该条约，布拉干萨王朝将被驱逐出葡萄牙王国,随后该国被划分为三个区域。 
经查理四世的全权代表 Eugenio Izquierdo 和拿破仑的代理人Géraud Duroc 的协商和同意，该条约中包含14个条款以及关于计划入侵葡萄牙的部队补给分配的补充条款。
根据历史学家查尔斯·阿曼(Charles Oman)的研究，拿破仑可能从来没有任何执行条约条款的意图。除去他占领葡萄牙的欲望,他的真正目的可能是秘密地向西班牙派遣一支庞大的法国军队，以便为随后的接管提供便利。

## 背景
1806年拿破仑侵略不列颠的尝试失败后，他发布了一则大陆封锁命令,禁止整个欧洲大陆与英国进行商品贸易。由于葡萄牙是英国的传统盟友，因而葡萄牙拒绝服从拿破仑的命令。为了入侵葡萄牙，拿破仑需要一条能够让他的军队通过西班牙的路线,他决定与西班牙签订条约。然而，在枫丹白露条约签订之前，让-安多许·朱诺的军队就已经进入了西班牙。

## 内容

### 第1条
杜罗与米尼奥河间省与波尔图市一起被割让给伊特鲁里亚国王卡洛二世，他因此被称为北卢西塔尼亚国王。

### 第2条
根据这一部分，阿连特茹省以及阿尔加维斯王国将被授予西班牙首相曼努埃尔·戈多伊,他同时也是查理四世的妻子帕尔马的玛丽亚·路易莎的红颜知己。被称为Príncipedela Paz（和平之王）的戈多伊也将获得条约规定的阿尔加维斯王子头衔。他被认为是一个“可恶和可耻”的男人，人们不禁怀疑拿破仑是否会将这样的赏赐交给一个被他称之为“这个国家的恐怖”的人。不过，再次用拿破仑自己的话说，“他（戈多伊）是一个为我打开西班牙大门的流氓”。[A]

### 第3条
对贝拉省、山后省和埃斯特雷马杜拉省三省的控制将暂时停止，直至实现全面和平，然后根据各条约缔约国之间的进一步协定予以处理。

### 第4,5,6和7条
根据西班牙的继承法，北卢西塔尼亚王国将继承给该国的国王后裔，阿尔加维斯公国也是如此。在没有合法继承人的情况下，他们将重回西班牙王位，而不会在一个主权下团结起来。 两个实体都将继续受到西班牙国王的支持，未经他的同意，它们将无法发动战争或同意和平。

### 第8条
如果贝拉省，山后省和埃斯特雷马杜拉省作为全面和平的一部分归还布拉干萨王朝以换取直布罗陀，特立尼达岛和其他被英国人统治的殖民地，这些省份的统治者将和上面提到的北卢西塔尼亚国王和阿尔加维斯王子以相同的条件与西班牙国王建立联系。

### 第9条
埃特鲁里亚国王将把他的王国和所有财产割让给法国皇帝。

### 第10条
一旦葡萄牙被完全占领，不同的统治者将任命专员来解决他们之间的边界划分问题。

### 第11条
比利牛斯山脉以南的所有西班牙领土都将由法国保证安全。

### 第12条
西班牙国王将在条约签订后的三年内获得“两美洲之王”的称号。

### 第13条
葡萄牙的岛屿、殖民地和其他海外财产将由西班牙和法国瓜分。

### 第14条
条约双方保证该条约是秘密的，并需要在签署后不超过20天内在西班牙首都马德里获得批准。

## 补充条款
为入侵而组建的部队包括25,000名法国步兵和3000名骑兵。西班牙将提供24,000名步兵，30门炮和3000名骑兵。西班牙骑兵，炮兵和8,000名步兵将派往法国阿尔坎塔拉，然后前往里斯本。杜罗与米尼奥河间省和波尔图省将被10,000名西班牙步兵占领，同时6,000名士兵将入侵葡萄牙的埃斯特雷马杜拉和阿尔加维。为了应对可能发生的英国干涉或葡萄牙人的抵抗，40,000名士兵将聚集在巴约讷作为后备部队。

## 之后
11月30日，朱诺的军队攻入里斯本，葡萄牙王室随即逃往巴西，并在那里一直呆到1821年。1808年，西班牙改变立场，引发半岛战争。